# Kamo (přítok Podkamenné Tungusky)
Kamo, Levá Kamo nebo Katalanga (rusky Камо, Левая Камо nebo Каталанга) je řeka v Evenckém rajónu v Krasnojarském kraji v Rusku. Je dlouhá 339 km. Plocha povodí měří 14 500 km².

## Průběh toku
Teče v hluboké dolině. Na dolním toku je její tok členitý. Ústí zleva do Podkamenné Tungusky v povodí Jeniseje.

### Přítoky
- zleva – Tochomo

## Vodní režim
Zdrojem vody jsou převážně sněhové srážky. Na jaře prudce stoupá úroveň hladiny. V létě a na podzim dochází k povodním v důsledku dešťů. V zimě úroveň hladiny prudce klesá.